# Travail.Suisse
 (juillet 2023).
Si vous disposez d'ouvrages ou d'articles de référence ou si vous connaissez des sites web de qualité traitant du thème abordé ici, merci de compléter l'article en donnant les références utiles à sa vérifiabilité et en les liant à la section « Notes et références ».
Travail.Suisse est une organisation faîtière qui défend les intérêts des fédérations autonomes de travailleurs et de travailleuses affiliées, ainsi que leurs membres, sur les plans politique, économique et social.

## Historique
Fondée le 14 décembre 2002 à Berne en Suisse, à son origine se trouvent les fédérations et les syndicats qui étaient affiliés auparavant à la Confédération des syndicats chrétiens de Suisse (CSC) et à la Fédération des sociétés suisses d’employés (FSE).

## Fédérations membres
Elle regroupe actuellement onze fédérations :
Affiliées à la Confédération des syndicats chrétiens de Suisse (CSC)
- Syndicat Syna
- Transfair - syndicat du service public
- Syndicats chrétiens interprofessionnels du Valais (SCIV)
- Organizzazione cristiano-sociale ticinese (OCST)
- Fédération chrétienne des travailleurs et travailleuses hongrois/es de Suisse VUCAS

Affiliées à la Fédération des sociétés suisses d’employés (FSE)
- Employés Suisse
- Hotel & Gastro Union
- Association suisse des employés droguistes DROGA HELVETICA

Par la suite, l'Association suisse des professeurs des Haute écoles spécialisées (HES_CH) et l'Association romande des logopédistes diplômés (ARLD) se sont jointes à Travail.Suisse, ainsi que l'association suisse du personnel Fedpol. Ces onze associations représentent environ 170 000 membres.